# Telegraph Cove
Telegraph Cove est une communauté du nord de l'île de Vancouver, en Colombie-Britannique, au Canada.
Ancien village de pêcheurs, c'est désormais un point de départ pour l'écotourisme.
Telegraph Cove partage géographiquement avec Beaver Cove la même crique.

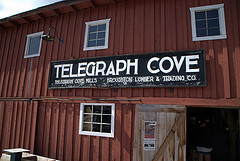
Signe sur la jetée de Telegraph Cove.